# Municipalità locale di Kagisano
La municipalità locale di Kagisano (in inglese Kagisano Local Municipality) è stata una municipalità locale del Sudafrica appartenente alla municipalità distrettuale di Dr Ruth Segomotsi Mompati, nella provincia del Nordovest.
Nel 2016 è stata soppressa e accorpata alla municipalità locale di Molopo per costituire la municipalità locale di Kagisano/Molopo.
Il suo territorio si estendeva su una superficie di 11.354 km² ed era suddiviso in 12 circoscrizioni elettorali (wards). Il suo codice di distretto era NW391.

## Geografia fisica

### Confini
La municipalità locale di Kagisano confinava a nord e a nordest con quella di Molopo, a est con quella di Naledi, a sud con quella di Greater Taung e a ovest con quella di Joe Morolong (Kgalagadi - Capo Settentrionale).

### Città e comuni
- Batlharo Ba Lotlhware
- Huhudi
- Kagisano
- Louwna
- Morokweng
- Piet Plessis

### Fiumi
- Disipi
- Doringlaagte
- Ganyesalaagte
- Kgokgole
- Khudunkgwelaagte
- Korobela
- Lolwaneng
- Phaposane
- Phepane
- Tlakgamenglaagte
- Tlapeng